# Сондал: Човекът, който продаде реката
Сондал: Човекът, който продаде реката (на корейски: 봉이 김선달, на английски: Seondal: The Man Who Sells the River) е южнокорейски филм, базиран на древен роман на хумор и сатира за Ким Сон Дал, който продава река Тедонг. Снимките започват на 5 юни 2015 г. и завършват на 30 септември 2015 г.

## Сюжет
Ким Сондал (Ю Сънг Хо) е гениален измамник, известен като господаря на измамите. С примамлива външност и дързост той умее да надлъже дори самия крал. Когато обаче решава да продаде река Тедонг на най-алчния човек в Чосон, играта малко загрубява.

## Актьорски състав
- Ю Сънг Хо
- Чо Че Хьон
- Ко Чанг Сок
- Ра Ми Ран
- Ким Мин Сок
- Джун Сук Хо
- Со Йе Джи
- Ким Йонг Пил
- Чои Гуи Хуа
- И Джун Хьок